# Pontifícia Universidade Católica do Chile
A Pontifícia Universidade Católica do Chile (ou no original Pontificia Universidad Católica de Chile) é uma pontifícia universidade localizada na cidade de Santiago, Chile, fundada em 21 de junho de 1888, mediante um decreto do Arcebispo de Santiago. Seu primeiro reitor foi Joaquín Larraín Gandarillas. No começo, a Universidade contava apenas com os cursos de Direito e Matemática. Tornou-se uma Universidade Pontifícia em 11 de fevereiro de 1930, pelo Papa Pio XI e no ano seguinte obteve a autonomia acadêmica.
Em 2020, foi classificada como a melhor universidade da América Latina pela consultoria britânica QS (Quacquarelli Symonds).

## Faculdades, Escolas e Institutos

### Faculdades
- Agronomia e Engenharia florestal
- Arquitetura, Design e Urbanismo
- Artes
- Ciências biológicas
- Ciências contábeis
- Ciências sociais
- Comunicações
- Letras
- Direito
- Educação
- Filosofia
- Física
- História, Geografia e Ciências políticas
- Engenharia
- Matemática
- Medicina
- Química
- Teologia

### Programa
- Bacharelado